# Pietro Aldobrandini
Pietro Aldobrandini (Roma, 31 marzo 1571 – Roma, 10 febbraio 1621) è stato un cardinale italiano nominato dallo zio Clemente VIII.

## Biografia
Nacque a Roma il 31 marzo 1571 da Pietro Aldobrandini e Flaminia Ferracci; la sorella maggiore Olimpia Aldobrandini (1567-1637) divenne Principessa di Meldola e Sarsina.
Papa Clemente VIII lo elevò al rango di cardinale nel concistoro del 17 settembre 1593 col titolo di San Nicola in Carcere. Fu Governatore di Fermo dal 1595 al 1605. Nel 1604 fu arcivescovo di Ravenna e cardinale abate commendatario di Sant'Ellero a Galeata (il suo stemma si vede ancora nel palazzo che fu sede della curia abbaziale), Abate Commendatario dell'Abbazia di Fossanova, Abbate Commendatario di Rosazzo, di  San Nazario e Celso e quella di San Dionigi di Milano, di Santa Maria alla Regola di Imola,  di Santa Maria di Crescenzago, di Santa Maria in Cosmedin e Sant’Ilario di Galeota di Ravenna, di San Pietro di Castiglione. Fu Camerlengo del Sacro Collegio dei Cardinali, optò per il titolo di Santa Maria in Trastevere nel 1612. Fra i vari incarichi, importante fu il suo ruolo nelle vicende che portarono alla firma del Trattato di Lione del 17 gennaio 1601: fu lui a convincere Enrico IV di Francia e Carlo Emanuele I di Savoia a terminare la guerra per il possesso del Marchesato di Saluzzo.
Fu il primo legato della Santa Sede a Ferrara dopo la  devoluzione nel 1598. Prese possesso della ex capitale estense il 29 gennaio 1598 e si dimise anticipatamente dalla carica il 30 settembre 1605, dopo la morte del co-legato Giovanni Francesco Biandrate di San Giorgio Aldobrandini.
Al suo seguito lavorò per anni Giovan Battista Marino; inoltre, furono al suo servizio alcuni importanti musicisti, tra cui Girolamo Frescobaldi, i fratelli Piccinini, il Biemma, il Trematerra, Felice Anerio,  Giovanni Ghizzolo. A lui venne dedicata dal compositore Luzzasco Luzzaschi la raccolta dei Madrigali per cantare et sonare a 1-3 soprani (Roma, 1601).
Morì il 10 febbraio 1621 all'età di 49 anni durante il conclave che elesse papa Gregorio XV.

## Genealogia episcopale e successione apostolica
La genealogia episcopale è:
- Cardinale Guillaume d'Estouteville, O.S.B.Clun.
- Papa Sisto IV
- Papa Giulio II
- Cardinale Raffaele Sansone Riario
- Papa Leone X
- Papa Paolo III
- Cardinale Francesco Pisani
- Cardinale Alfonso Gesualdo di Conza
- Papa Clemente VIII
- Cardinale Pietro Aldobrandini

La successione apostolica è:
- Arcivescovo Alfonso Manrique (1604)
- Vescovo Leone Fedele, O.S.B. (1605)
- Cardinale Laudivio Zacchia (1605)
- Vescovo Diomede Carafa (1605)
- Cardinale Erminio Valenti (1605)
- Vescovo Lodovico Martini (1611)
- Arcivescovo Pietro de Marchi, O.P. (1611)
- Vescovo Giuseppe di Ceva (1614)
- Vescovo Sisto Carcano, O.P. (1614)
- Vescovo Juan Bravo Lagunas, O.S.A. (1616)
- Arcivescovo Angelo Gozzadini (1616)
- Vescovo Giuseppe Delfino (1616)
- Vescovo Pietro Pitarca, O.F.M. (1617)
- Arcivescovo Ercole Vaccari (1619)
- Vescovo Isidoro Pentorio, B. (1619)

## Ascendenza
|                        |   |                      | Genitori                |  |  | Nonni |  |  | Bisnonni            |  |  | Trisnonni              |  |
|                        |   |                      |                         |  |  |       |  |  | Pietro Aldobrandini |  |  | Silvestro Aldobrandini |  |
|                        |   |                      |                         |  |  |       |  |  | Pietro Aldobrandini |  |  | Silvestro Aldobrandini |  |
|                        |   | Nanna Alberti        |                         |  |  |       |  |  | Pietro Aldobrandini |  |  |                        |  |
| Silvestro Aldobrandini |   |                      |                         |  |  |       |  |  | Pietro Aldobrandini |  |  |                        |  |
|                        |   | Lisa Bagliano Flatri | Giorgio Bagliano Flatri |  |  |       |  |  |                     |  |  |                        |  |
|                        |   | Lisa Bagliano Flatri | Giorgio Bagliano Flatri |  |  |       |  |  |                     |  |  |                        |  |
|                        |   | Lisa Bagliano Flatri | Caterina de' Bardi      |  |  |       |  |  |                     |  |  |                        |  |
| Pietro Aldobrandini    |   | Lisa Bagliano Flatri |                         |  |  |       |  |  |                     |  |  |                        |  |
|                        |   | Guido Deti           | Tommaso Deti            |  |  |       |  |  |                     |  |  |                        |  |
|                        |   | Guido Deti           | Tommaso Deti            |  |  |       |  |  |                     |  |  |                        |  |
|                        |   | Guido Deti           | …                       |  |  |       |  |  |                     |  |  |                        |  |
| Lisa Deti              |   | Guido Deti           |                         |  |  |       |  |  |                     |  |  |                        |  |
|                        |   | …                    | …                       |  |  |       |  |  |                     |  |  |                        |  |
|                        |   | …                    | …                       |  |  |       |  |  |                     |  |  |                        |  |
|                        |   | …                    | …                       |  |  |       |  |  |                     |  |  |                        |  |
| Pietro Aldobrandini    |   | …                    |                         |  |  |       |  |  |                     |  |  |                        |  |
|                        | … | …                    |                         |  |  |       |  |  |                     |  |  |                        |  |
|                        | … | …                    |                         |  |  |       |  |  |                     |  |  |                        |  |
|                        | … | …                    |                         |  |  |       |  |  |                     |  |  |                        |  |
| …                      | … |                      |                         |  |  |       |  |  |                     |  |  |                        |  |
|                        |   | …                    | …                       |  |  |       |  |  |                     |  |  |                        |  |
|                        |   | …                    | …                       |  |  |       |  |  |                     |  |  |                        |  |
|                        |   | …                    | …                       |  |  |       |  |  |                     |  |  |                        |  |
| Flaminia Ferracci      |   | …                    |                         |  |  |       |  |  |                     |  |  |                        |  |
|                        |   | …                    | …                       |  |  |       |  |  |                     |  |  |                        |  |
|                        |   | …                    | …                       |  |  |       |  |  |                     |  |  |                        |  |
|                        |   | …                    | …                       |  |  |       |  |  |                     |  |  |                        |  |
| …                      |   | …                    |                         |  |  |       |  |  |                     |  |  |                        |  |
|                        |   | …                    | …                       |  |  |       |  |  |                     |  |  |                        |  |
|                        |   | …                    | …                       |  |  |       |  |  |                     |  |  |                        |  |
|                        |   | …                    | …                       |  |  |       |  |  |                     |  |  |                        |  |
|                        |   | …                    |                         |  |  |       |  |  |                     |  |  |                        |  |

## Opere

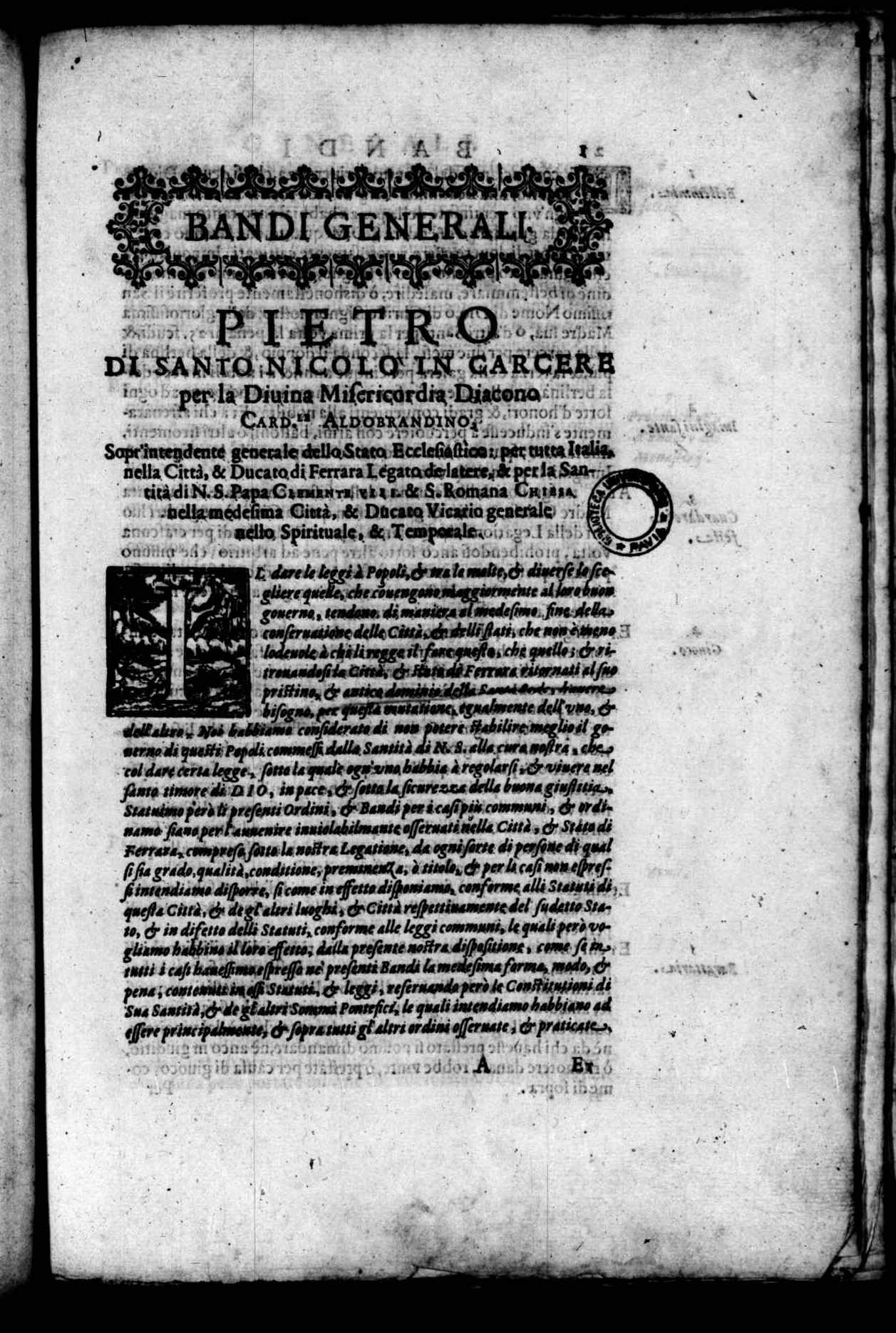
Bandi generali del cardinale Aldobrandino da osservarsi nella città, stato et legatione di Ferrara, 1598

- Bandi generali del cardinale Aldobrandino da osservarsi nella città, stato et legatione di Ferrara, Ferrara, Vittorio Baldini, 1598.
- Constitutione Aldobrandina sopra la riforma delle sportole et salarij dei giudici, notari et altri officiali di giustitia, nella città, stato et legatione di Ferrara, 1598.